# 김나지움 안 더 슈타트마우어
김나지움 안 더 슈타트마우어(독일어: Gymnasium an der Stadtmauer)는 독일 라인란트 팔츠 주 바트크로이츠나흐에 있는 12년제 초중고등학교이다.

## 개교
이 학교는 1807년에 첫 개교되었으며 현재에 이르고 있는 독일 라인란트팔츠주의 오랜 역사가 깃드러진 공립 기숙 학교 중 하나이다.